# François Ier Faure
Pour les articles homonymes, voir Faure.
Ne pas confondre avec François Faure, résistant français du XXe siècle.
François Faure, né le 8 novembre 1612 à Sainte-Quitière, dans la paroisse de Chadurie, au diocèse d'Angoulême, et mort le 11 mai 1687 à Paris, est un évêque français, prédicateur des cours de Louis XIII et Louis XIV, conseiller d'État.

## Biographie

### Prédicateur royal
Il était fils de Jean Faure, gouverneur de Mirebeau en Poitou, et de Gabrielle Martin. Dès qu'il eut atteint l'âge nécessaire pour prendre un état, il entra dans l'ordre des Cordeliers et devint, quelques années après, professeur de philosophie dans le couvent d'Angoulême, et successivement provincial, docteur en théologie de la Faculté de Paris et prédicateur de la reine Anne d'Autriche.

### Carrière épiscopale
Il fut nommé, par brevet royal, le 6 mars 1651, à l'évêché de Glandèves.
Il n'avait pas encore vu son église, lorsque la volonté royale le transféra, en mars 1653 à l'évêché d'Amiens. Le 14 mai de l'année suivante, il bénit, à Paris, dans l'église abbatiale de Saint-Germain-des-Prés, Charles Le Musnier, abbé de Hénin-Liétard, au diocèse d'Arras.
Le 3 juin de la même année, il prit possession de son siège par procureur, et, le lendemain, prêta serment d'obéissance à l'église de Reims. Le 7 de ce même mois, il se trouva au sacre de Louis XIV et y assista, comme sous-diacre, Simon Legras, évêque de Soissons, officiant dans cette imposante cérémonie. Le 28 juin, il fit son entrée solennelle à Amiens, avec le cérémonial accoutumé.
Il mourut d'une attaque d'apoplexie, à Paris, le dimanche 11 mai 1687.
Son cœur fut déposé dans l'église des Cordeliers de Paris tandis que son corps est rapporté à Amiens pour être inhumé dans la chapelle Saint-Jean-du-Vœu de la cathédrale, où la reconnaissance du chanoine Jean Eschassereau lui fit élever un mausolée sur lequel fut gravée une longue inscription.

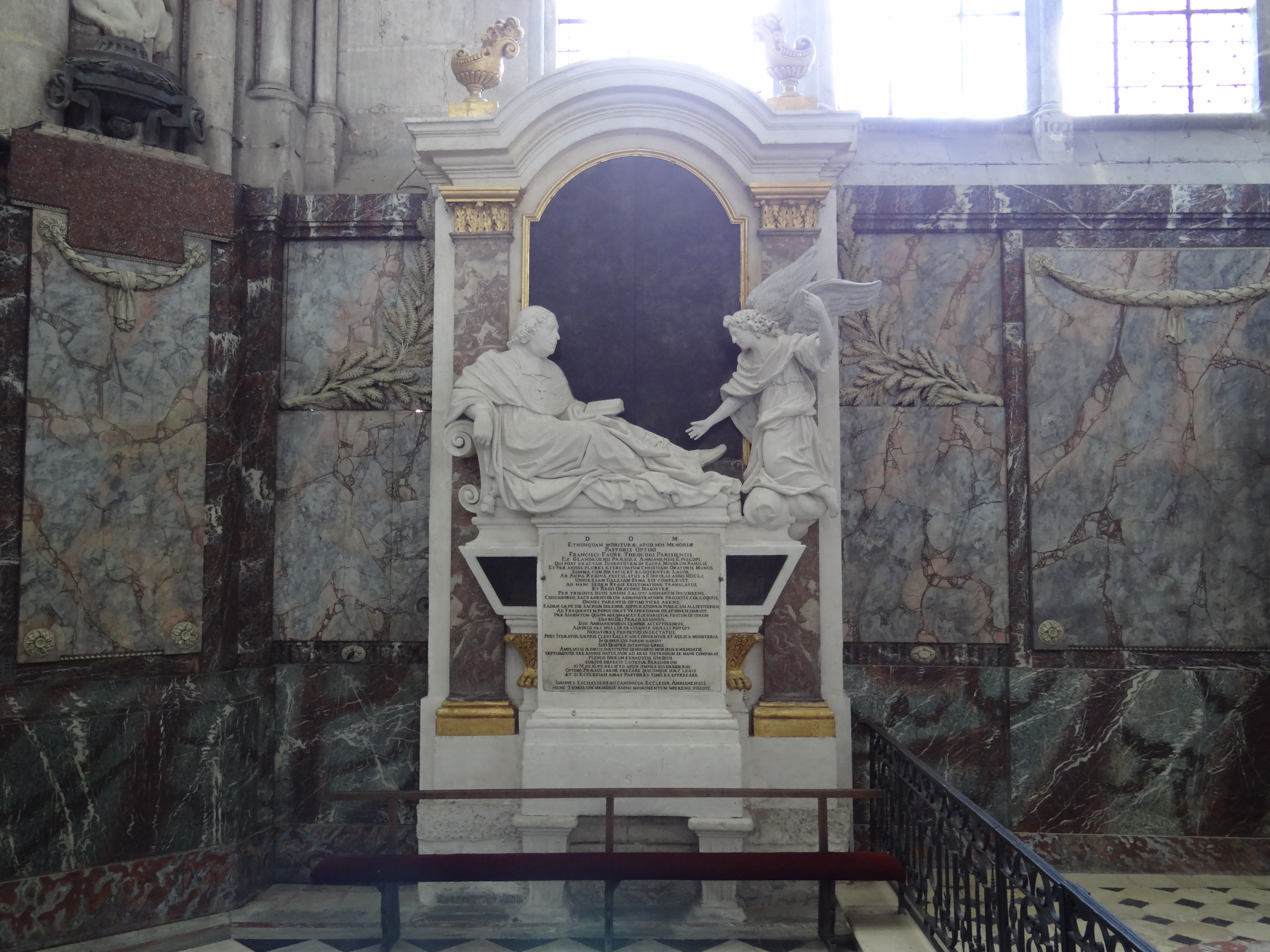
Le tombeau de François Faure dans la chapelle Saint-Jean-du-Vœu de la cathédrale d'Amiens (Somme).

## Armoiries
D'azur au lion d'or, sautant, armé, couronné, lampassé de gueules, au canton d'argent chargé de six mouchetures d'hermines.
De Sachy indique par erreur le champ comme étant d'argent.